# Nit

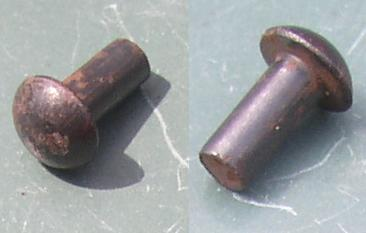
Nituri

Nitul este un organ de mașină utilizat la realizarea îmbinărilor nedemontabile indirecte. Un nit este format dintr-o tijă cilindrică (care poate fi tubulară) și un cap inițial. Un al doilea cap, numit cap de închidere, se formează în urma operației de nituire. Nituirea se poate realiza manual sau mecanizat.

## Clasificare
- după forma tijei
- - nituri cu cap semirotund
  - nituri cu cap cilindric
  - nituri cu cap tronconic înecat
  - nituri cu cap semiînecat
  - nituri cu cap tronconic
- nituri tubulare
- popnituri
- nituri cu cap de închidere realizat prin explozie
- nituri tip pocnit cu cap de inchidere tip "floare"

## Știați că ...
Pop niturile, denumite în mod obișnuit nituri, sunt utilizate în principal în aplicații în care nu există acces la partea din spate (partea oarbă) a îmbinării. 
Un avantaj al niturilor este că acestea pot îmbina două tipuri de materiale diferite. 
O altă caracteristică importantă este instalarea simplă și rapidă. Cu diametrul și pop nitul potrivite, fixarea este un succes
Pop niturile pot fi folosite pentru aplicații diverse, de exemplu pentru fixarea fațadelor ventilate, electronicelor, navelor. 
300 de muncitori au unit 18.038 de piese de oțel pudlat⁠, folosind două milioane și jumătate de nituri. 

## Legături externe
- Soluții de montaj din domeniul tehnicii nituirii, boellhoff.ro
- Nituire prin deformare plastică, boellhoff.ro
- Nituire cu pop-nituri Arhivat în 13 august 2012, la Wayback Machine., fasteners.fabory.com